# Vehbi Akdağ
Vehbi Akdağ (né le 1er janvier 1949 à Tokat et mort le 23 juin 2020 dans la même ville) est un lutteur libre turc.

## Carrière
Vehbi Akdağ dispute les  Jeux olympiques d'été de 1968 à Mexico, les Jeux olympiques d'été de 1972 à Munich et les Jeux olympiques d'été de 1976 à Montréal ; il remporte une médaille d'argent en 1972 en catégorie des moins de 62 kg. Il est également médaillé de bronze dans cette catégorie aux Championnats d'Europe de lutte 1973 à Lausanne et aux Championnats du monde de lutte 1974 à Istanbul.
Il meurt le 23 juin 2020 à Tokat des suites d'un cancer de la gorge.